# 顾方六
顾方六（1927年—2003年11月15日），男，上海人，中国泌尿外科专家，曾任北京医科大学教授、博士生导师。